# Borboropactus
Borboropactus là một chi nhện trong họ Thomisidae.